# 蒂勒爾冰川
蒂勒爾冰川（英語：Tyrrell Glacier），是南極洲的冰川，位於南喬治亞島北岸，最終與哈克冰川匯流注入莫雷納灣，由英國南極名稱諮詢委員會命名，現時由英國海外領土管轄。